# Полайкаси
Полайка́си (рос. Полайкасы, чув. Пулайкаси) — присілок у складі Красноармійського району Чувашії, Росія. Входить до складу Чадукасинського сільського поселення.
Населення — 151 особа (2010; 178 у 2002).
Національний склад:
- чуваші — 100 %